# Calenzana
Calenzana (in corso Calinzana) è un comune francese di 2 077 abitanti situato nel dipartimento dell'Alta Corsica nella regione della Corsica.
È adiacente al Parco naturale regionale della Corsica. Da qui ha inizio il sentiero escursionistico GR 20, detto Fra li Monti in còrso.

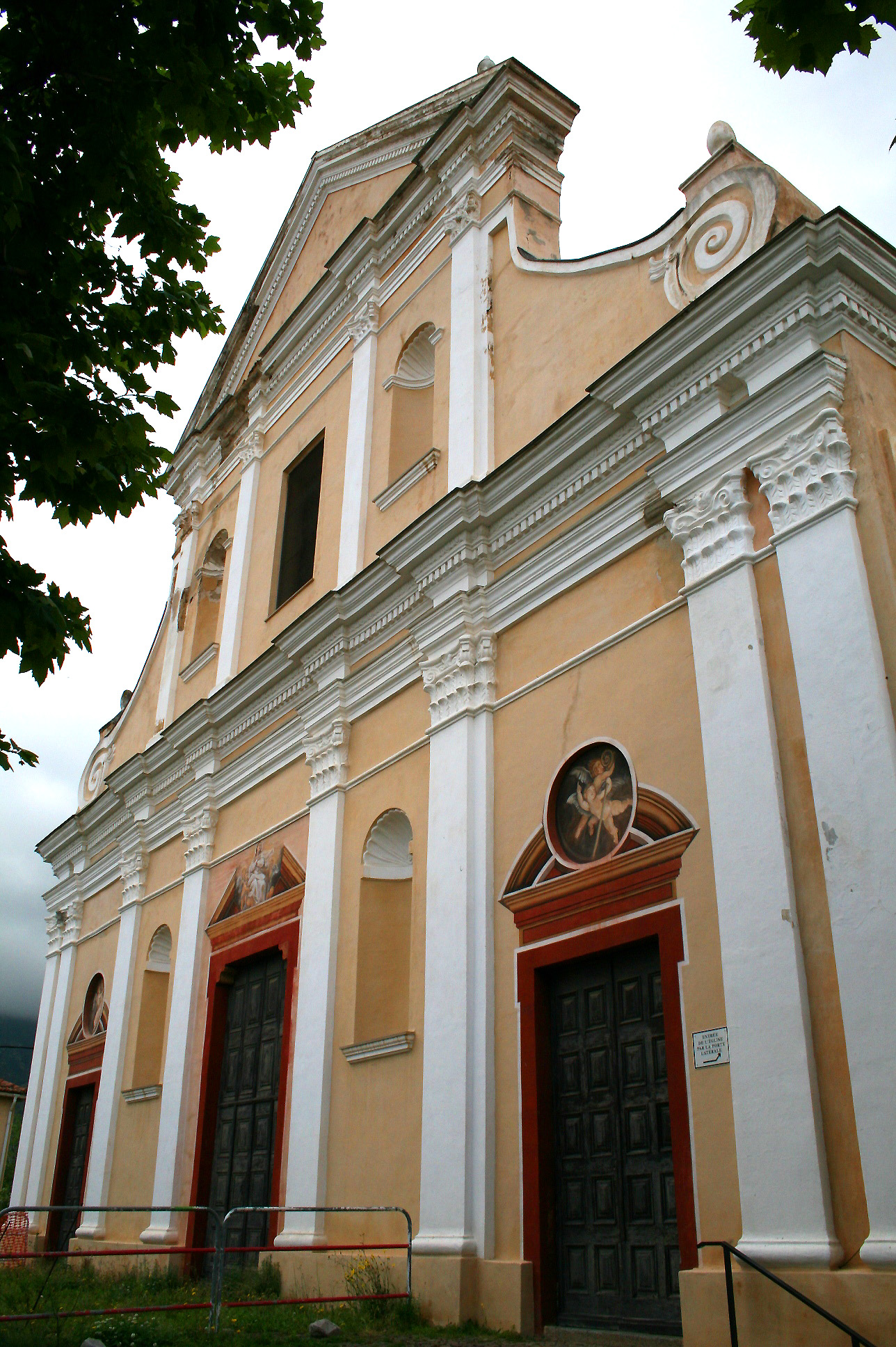
Chiesa parrocchiale di San Biagio (1691-1701) - Architetto: Domenico Baïna.

## Società

### Evoluzione demografica
Abitanti censiti